# Taccarum
Taccarum Brongn. ex Schott – rodzaj wieloletnich roślin zielnych, geofitów ryzomowych, należący do rodziny obrazkowatych, liczący 6 gatunków, występujących w Ameryce Południowej: Boliwii, Peru, Brazylii, Argentynie i Paragwaju. Nazwa naukowa rodzaju pochodzi od rodzaju krąpiel (Tacca) z rodziny krąpielowatych, do którego dodano przyrostek -arum, oznaczający rodzinę z rodzaju obrazków, i odnosi się do rzekomego podobieństwa obu rodzajów roślin.

## Morfologia
PokrójRośliny zielne o wysokości od 25 cm do ponad 1 m.
ŁodygaPodziemna bulwa pędowa.
LiścieRośliny tworzą pojedynczy liść właściwy o blaszce przeważnie trój- lub więcej dzielnej, o dwu- lub trzykrotnie pierzastozłożonych listkach, o długości od 20 cm (T. peregrinum) do 70 cm (T. warmingii). Ogonek liściowy o długości od 35 (T. ulei) do ponad 1 m (T. peregrinum) i średnicy od 2 do 4 cm.
KwiatyRośliny jednopienne, tworzące pojedynczy (rzadziej dwa) kwiatostan typu kolbiastego pseudancjum. Krótsza od ogonka liściowego szypułka, o długości od 15 (T. weddellianum) do 60 cm (T. warmingii), u nasady otoczona jest przez łuskowate liście (cataphylle). Pochwa kwiatostanu łódkokształtna, w dolnej części o zawiniętych brzegach, w górnej całkowicie rozchylona, o długości od 12 (T. weddellianum) do 25 cm (T. ulei). Kolba często dużo dłuższa od pochwy. Strefa kwiatów żeńskich na ogół przylegająca do odcinka pokrytego kwiatów męskich, rzadziej oddzielona kilkoma obupłciowymi kwiatami. Kwiaty męskie 4-8-pręcikowe, tworzące wydłużone synandrium. Pylniki podłużne do szeroko eliptycznych. Zalążnie niemal kuliste, 3-6-komorowe z pojedynczymi, anatropowymi zalążkami w każdej komorze i szczytowo położonymi łożyskami. Szyjki słupka cylindryczne, długie, ale nieco krótsze od zalążni. Znamiona słupka duże, główkowate.
OwoceSpłaszczone, kuliste jagody, delikatnie żłobione, szkarłatne, zawierające od 3 do 5 nasion. Nasiona eliptyczne z gładką lub ziarnistą łupiną.
Gatunki podobneRośliny z rodzaju Asterostigma, od których różni się m.in. bardziej skomplikowanym kształtem blaszki liściowej, wydłużonymi synandriami oraz kształtem znamion słupków.
GenetykaLiczba chromosomów 2n = 34.

## Systematyka
Rodzaj należy do plemienia Spathicarpeae, podrodziny Aroideae z rodziny obrazkowatych.
Gatunki
- Taccarum caudatum Rusby
- Taccarum crassispathum E.G.Gonç.
- Taccarum peregrinum (Schott) Engl. in A.L.P.de Candolle & A.C.P.de Candolle
- Taccarum ulei Engl. & K.Krause
- Taccarum warmingii Engl.
- Taccarum weddellianum Brongn. ex Schott